# Бол, Уильям (ботаник)
Уильям Бол (англ. William Bull; 1828 — 1 июня 1902) — британский ботаник, систематик и охотник за растениями.

## Биография
Бол получил известность в качестве охотника за растениями для известных в то время компаний «Роллиссон и сыновья» и «Э. Г. Хендерсон и сын». В 1861 году Булл приобрел у Джона Уикса питомник на Кингс-роуд в Челси, в непосредственной близости от компании «Вейч и сыновья». Булл конкурировал с последними, специализируясь на орхидеях, которые он первым не только культивировал, но и намеренно скрещивал.
Бол впервые описал и ввёл в культуру множество видов растений из Колумбии (1880) и Либерии. Среди прочих на него работали охотники за растениями Эдвард Шаттлворт и Джон Кардер.
В 1897 году Бол был удостоен Почетной медали Виктории от Королевского садоводческого общества. Умер 1 июня 1902 года, его сын Уильям взял на себя садоводческий бизнес.